# KF Hysi
KF Hysi was een Kosovaarse voetbalclub uit Podujevë.
De club werd in 2002 opgericht en promoveerde in 2006 vanuit de Liga e Parë naar de Kosovaarse Superliga. In 2007 betrok de club een nieuw sportcomplex in Merdar net buiten Podujevë. De club was onderdeel van de Hysi Group, een van de grotere bedrijven in Kosovo. In 2009 won KF Hysi de beker en in 2011 werd de club voor het eerst landskampioen. In februari 2014 ging de club failliet.

## Erelijst
- Superliga

2011
- Liga e Parë

2006
- Kupa e Kosovës

2009